# 이슬라스 필리피나스역
이슬라스 필리피나스 역(스페인어: Islas Filipinas)은 마드리드 지하철 7호선의 역이다. 마드리드 참베리 구의 세아 베르무데스 거리에서 크리스토 레이 광장과 이슬라스 필리피나스 대로가 만나는 교차로 지점에 위치해 있다. 요금구역상으로는 A구역에 속한다.

## 역사
1999년 2월 12일 7호선의 카날 - 발데사르사 구간 연장과 함께 문을 열었다.

## 환승 정보
역 주변에 시내버스 정류장이 세 곳 있다.
버스
- 시내버스
  - 2, 12번 노선 (주간)

지하철
| 마드리드 지하철           | 마드리드 지하철       | 마드리드 지하철         |
| ------------------------- | --------------------- | ----------------------- |
| 카날 오스피탈 델 에나레스 | 마드리드 지하철 7호선 | 구스만 엘 부에노 피티스 |